# Nella Larsen

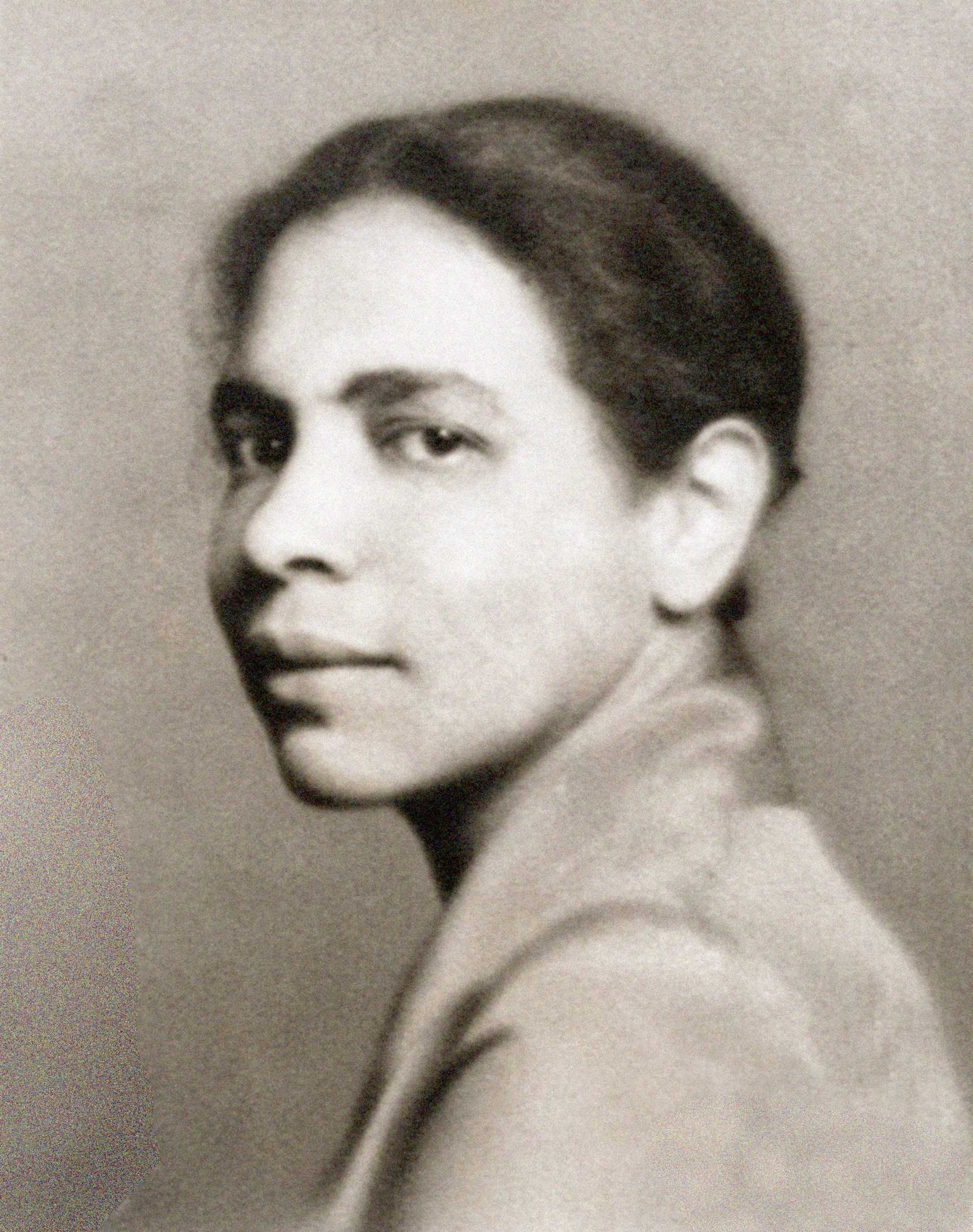
Nella Larsen im Jahr 1928

Nella Larsen (* 13. April 1891 in Chicago, Illinois; † 30. März 1964 in New York City, New York), Pseudonyme Nellie Walker, Nellye Larson, Nellie Larsen, war eine afroamerikanische Schriftstellerin, die der literarischen Bewegung der Harlem Renaissance angehörte.

## Leben
Nella Larsen, geboren als Nellie Walker, war die Tochter der dänischen Schneiderin Marie Hanson Walker und des aus Saint Croix stammenden Peter Walker. Ihr afrokaribischer Vater täuschte 1893 seinen Tod vor und übernahm in der neuen Identität als weißer Peter Larsen eine Arbeit bei der Eisenbahn in Chicago. Seit dem Wintersemester 1907 studierte Nella Larsen drei Jahre lang in Nashville an der Fisk University, die 1866 für schwarze Studenten gegründet worden war.
Von 1910 bis 1912 setzte sie ihren eigenen Angaben zufolge das Studium an der Universität Kopenhagen fort, eine Behauptung, die von einigen Wissenschaftlern bezweifelt wird, da sich hierfür keine sonstigen Belege finden ließen. Danach absolvierte Nella Larsen eine Ausbildung zur Krankenschwester am New Yorker Lincoln Hospital. Nach dem Abschluss im Jahr 1915 zog sie nach Tuskegee (Alabama), wo sie zur Oberschwester aufstieg und an der Schwesternschule unterrichtete. Die pädagogischen Thesen Booker T. Washingtons, für die sie sich kurzzeitig interessierte, fand sie nicht überzeugend.
1916 kehrte sie nach New York zurück. Am 3. Mai 1919 heirateten Nella Larsen und der Physiker Elmer Imes. Die Ehe wurde 1933 geschieden. 1920 begann Nella Larsen zu schreiben und publizierte im Kindermagazin The Brownies' Book einen Artikel über Kinderspiele in Dänemark. Im Jahr 1922 wendete sie sich aus gesundheitlichen Gründen einem neuen Arbeitsfeld zu und wurde Bibliothekarin. In diese Zeit fiel eine intensive Auseinandersetzung mit der Literatur, insbesondere mit James Joyce, John Galsworthy, Walter Francis White und Carl Van Vechten.
1926 lernte sie Autoren der Harlem Renaissance kennen. Hierzu zählten James Weldon Johnson, Jessie Fauset, Georgia Douglas Johnson, Jean Toomer und Langston Hughes. Walter White und Van Vechten vermittelten Kontakte zum Verlag Alfred A. Knopf.
Sie gab ihre Arbeit auf, um sich fortan dem Schreiben widmen zu können. 1928 erschien ihr erster, autobiografisch geprägter Roman Quicksand. Hierfür erhielt Nella Larsen den Preis der Harmon Foundation. 1929 erschien Passing, ihr zweiter Roman.
1930 veröffentlichte Larsen die Kurzgeschichte Sanctuary, die ihr den Vorwurf des Plagiats einbrachte, da sie Ähnlichkeiten zur Kurzgeschichte Mrs. Adis der britischen Autorin Sheila Kaye-Smith aufwiese. Obwohl sich die Anschuldigungen später als unbegründet herausstellen sollten, genügten sie für ihren Rückzug aus dem Literaturbetrieb. Eine durch ein Guggenheim-Stipendium finanzierte Reise durch Europa, die Material für einen dritten Roman liefern sollte, blieb ohne Veröffentlichung. Das Guggenheim-Stipendium war die erste Auszeichnung der Stiftung für eine afroamerikanische Frau. Larsen nahm 1933 wieder eine Tätigkeit als Krankenschwester auf.

## Position
Obwohl das Gesamtwerk der Nella Larsen nur zwei Romane und einige Kurzgeschichten umfasst, zählt sie zu den bekannten amerikanischen Autorinnen: Ihre Romane haben das Problem der Rassentrennung in den Vereinigten Staaten in der ersten Hälfte des 20. Jahrhunderts zum Inhalt. In ihrem ersten Roman Quicksand wird die Geschichte der Helga Crane erzählt. Die Protagonistin ist nach dem Vorbild der Autorin gestaltet: Der Roman beschreibt die Bemühungen der Tochter einer dänischen Mutter und eines schwarzen Vaters, einen Platz im Leben zu finden, und ihre Auseinandersetzungen mit der schwarzen Bürgerrechtsbewegung.
Passing ist die Geschichte zweier Frauen, die als ‚Mischlinge‘ gelten, obwohl beide hellhäutig genug sind, um nicht als Schwarze erkannt zu werden (engl. passing, d. h. „als weiß durchgehen“). Während die eine ihre ‚weiße‘ Identität vollkommen verinnerlicht und auch einen wohlhabenden ‚Weißen‘ heiratet, dem sie ihre Abstammung verheimlicht, zieht die andere nach Harlem, gestaltet ihre Identität als Schwarze, heiratet einen schwarzen Arzt und nimmt enthusiastisch an der Bürgerrechtsbewegung teil. Der zweite Teil des Romans behandelt das Wiedersehen der beiden Jugendfreundinnen, und die Bewunderung, die jede der beiden dem Lebensstil der jeweils anderen zollt. Dennoch endet der Roman tragisch: Clare, die als ‚Weiße‘ lebt, wird ihrem Mann gegenüber ‚enttarnt‘, und begeht dem Anschein nach Selbstmord.
Larsens Roman hat das soziologische und literaturtheoretische Konzept des „passing“, das Nichterkanntwerden als Teil einer Minderheit, wesentlich mitgeprägt und hat an amerikanischen Hochschulen daher inzwischen kanonischen Status erlangt. Das Konzept wird auch in neueren amerikanischen Romanen wieder verhandelt, so etwa in Philip Roths Roman Der menschliche Makel (2000).
Nella Larson wurde in die Anthologie Daughters of Africa aufgenommen, die 1992 von Margaret Busby in London und New York herausgegeben wurde.

## Werke
- Quicksand. Knopf, New York / London, 1928; Quicksand - authoritative text, backgrounds and contexts, criticism; edited by Carla Kaplan, New York : W.W. Norton & Company, [2020], ISBN 978-0-393-93242-3
- Passing. Knopf, New York / London, 1929, Passing : authoritative text, backgrounds and contexts criticism, Ed. by Carla Kaplan, New York, NY [u. a.] : Norton, c 2007, ISBN 978-0-393-97916-9
  - Deutsche Ausgabe: Seitenwechsel. Deutsch von Adelheid Dormagen. Dörlemann, Zürich 2011, ISBN 978-3-908777-67-0
- Charles R. Larson (Hrsg.): An intimation of things distant: the collected fiction of Nella Larsen, New York [u. a.] : Anchor Books, 1992, ISBN 0-385-42149-4